# Eyprepocnemis unicolor
Eyprepocnemis unicolor är en insektsart som beskrevs av Yu S. Tarbinsky 1928. Eyprepocnemis unicolor ingår i släktet Eyprepocnemis och familjen gräshoppor. Inga underarter finns listade i Catalogue of Life.